# Diapontia pourtaleensis
Diapontia pourtaleensis là một loài nhện trong họ Lycosidae.
Loài này thuộc chi Diapontia. Diapontia pourtaleensis được Cândido Firmino de Mello-Leitão miêu tả năm 1944.